# Stará egyptština

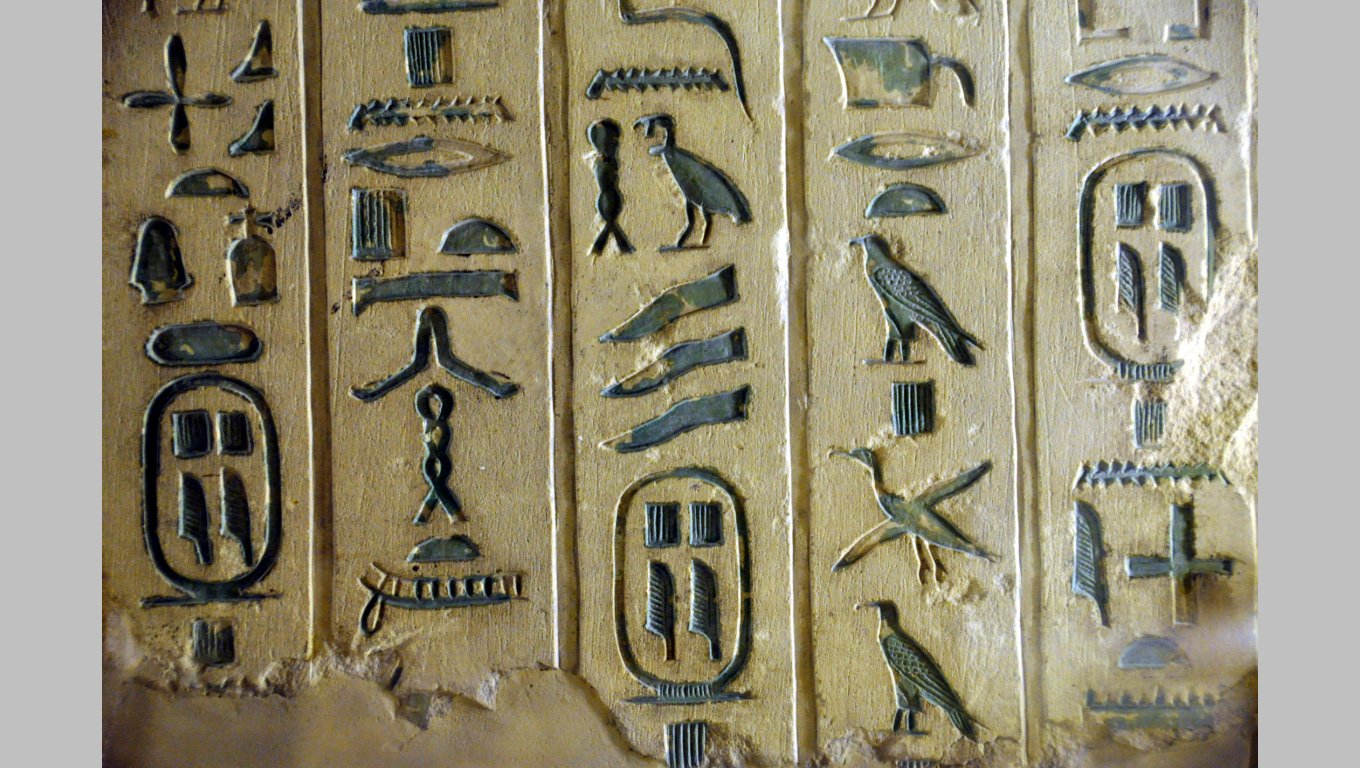
Pyramidové texty krále Pepiho I. z jeho pyramidy v Sakkáře.

Stará egyptština byl egyptský jazyk používaný zhruba v období od 2700/2600 před n. l. do 2200/2100/2000 před n. l., tedy po většinu existence Staré říše a během Prvního přechodného období. V širším smyslu se pod starou egyptštinu řadí i raná egyptština.
Na stěnách hrobek předních Egypťanů tohoto období se objevují autobiografické záznamy. Jedním z jejich typických znaků je trojité uvádění ideogramů, zvukových záznamů a determinátů pro označení množného čísla. Obecně se výrazně neliší od střední egyptštiny.
Do tohoto období spadají i Texty pyramid, které se však někdy zařazují k archaické egyptštině.

### Gramatika
- Elmar Edel: Altägyptische Grammatik. (Analecta orientalis 34/39), Řím 1955/1964
- A. H. Gardiner: Egyptian Grammar, Oxford, 3. vyd. 1957
- James P. Allen: The inflection of the Verb in the Pyramid Texts. (Bibliotheca Aegyptiaca, sv. 2) 2 svazky, Unden Publications, Malibu 1984. ISBN 0-89003-143-6 (softbound); ISBN 0-89003-142-8 (hardbound) (studie)
- Éric Dore: The Narrative verbal system of Old and Middle Egyptian. (Cahiers d'Orientalisme, Nr. XII) Cramer, Genf 1986 (studie)
- Jürgen Osing: Die Nominalbildung des Ägyptischen. Záběrném, Mainz 1976 (2 sv.)

### Slovníky (německé)
- Adolf Erman, Hermann Grapow:, Wörterbuch der ägyptischen Sprache, Band I-V; Band VI: Deutsch-Ägyptisches Wörterverzeichnis; Band VII: Rückläufiges Wörterverzeichnis; Band VIII-X: Belegstellenverzeichnis, Berlin 1950 – 1963. (základní slovník staré egyptštiny vůbec)

- Hannigovy lexikony:
  - Svazek 1 – Rainer Hannig: Die Sprache der Pharaonen. Großes Handwörterbuch Ägyptisch-Deutsch. Kulturgeschichte der antiken Welt. sv. 64. Philipp von záběrném, Mainz 1995. ISBN 3-8053-1771-9
  - Svazek 2 – Rainer Hannig, Petra Vomberg: Wortschatz der Pharaonen in Sachgruppen. Kulturhandbuch Ägyptens. Kulturgeschichte der antiken Welt. sv. 72. Philipp von záběrném, Mainz 1998. ISBN 3-8053-2543-6
  - Svazek 3 – Rainer Hannig: Die Sprache der Pharaonen. Großes Handwörterbuch Deutsch-Ägyptisch. Kulturgeschichte der antiken Welt, sv. 86. Philipp von záběrném, Mainz 2000. ISBN 3-8053-2609-2
  - Svazek 4 – Rainer Hannig: Ägyptisches Wörterbuch 1. Altes Reich und erste Zwischenzeit. Kulturgeschichte der antiken Welt. sv. 98. Philipp von záběrném, Mainz 2003. ISBN 3-8053-3088-X

### Vydání textů
- Kurt Sethe: Staroegyptské Texty pyramid
- Georg Steindorff (ed.): Urkunden des ägyptischen Altertums. Lipsko 1904 a násl.